# 張済元
張 済元（チャン・ジェウォン、朝鮮語: 장제원、1967年4月13日 - 2025年3月31日）は、大韓民国の政治家。第18・20・21代国会議員。第20代大韓民国大統領の尹錫悦の最側近とされる。

## 経歴
釜山出身。汝矣島高等学校、中央大学校新聞放送学科、中央大学校新聞放送大学院卒。東西大学校メディアセンター所長、慶南情報大学校放送映像課教授、KNN映像文化院院長、釜山国際映画祭後援会運営委員長、ハンナラ党中央党青年委員会副委員長、釜山市洋弓（アーチェリー）協会会長、先進国民連帯教育文化委員長、社団法人釜山市産業障害者協会常任顧問、李明博の大統領職引継ぎ委員会社会教育文化分科委常任諮問委員を歴任した。2008年の第18代総選挙で当選後は国会行政安全委員会委員、国会政治改革特別委員会委員、ハンナラ党院内副代表、ハンナラ党選挙管理委員会委員、国会国土海洋委員会委員を歴任した。2011年12月に妻の公職選挙法違反嫌疑により、2012年の第19代総選挙の不出馬宣言をした。その後、2016年の第20代総選挙と2020年の第21代総選挙で2回連続当選した。2016年末の朴槿恵の国政壟断事態発覚以降は池尚昱、劉承旼、金武星らと共に正しい政党を設立したが、正しい政党が分裂した際にまた古巣のハンナラ党の後身の自由韓国党に戻った。2022年の大統領選で尹錫悦が当選した後、当選者秘書室の秘書室長に指名された。
なお、後述の息子にまつわる不祥事により、2021年9月に張は当時提案された尹錫悦大統領候補選挙キャンプの総括室長職を断り、「子供を誤って育てた罪を反省する」と述べた。2023年12月12日に第22代総選挙への不出馬を宣言した。
2025年に入ると、釜山の大学の副学長だった約10年前の2015年11月に、秘書に性暴力を加わった容疑で警察の捜査を受けた。本人は否認したものの、同年3月31日午後11時40分頃、ソウル市江東区のあるオフィステルで遺体が発見された。亡くなった前に遺書を残したため、自殺したとみられる。

## 親族
父親は国会副議長を務めた第11・12代国会議員の張聖万（本貫は仁同張氏）。息子はラッパーのチャン・ヨンジュン（芸名NO:EL（ノエル））。兄は東西大学校総長の張済国。

### 息子による不法運転・警察暴行事件
張の息子でラッパーのNO:ELは2019年9月7日、ソウル市麻浦区で自分の車を運転する途中、バイクと接触事故を起こした。警察によるアルコール測定結果は免許取り消しのレベルである0.08%を上回る水準であり、血中アルコール濃度は0.13%の泥酔状態であったため、免許の取り消しに加え、刑事起訴された。その後、警察の捜査過程で上記の飲酒運転による事故現場で自身が運転をしたにもかかわらず、処罰を避けるために知人に「あなたが運転したと言ってほしい」と頼んだ疑惑まで持ち込まれた。2020年6月2日、ソウル西部地方法院刑事裁判部は懲役1年6か月、執行猶予2年、そして40時間の遵法運転講義の受講を命令する判決を宣告した。
しかし、執行猶予期間中の2021年9月18日、無免許状態で自分の車を運転していたところ、隣の車線の車とぶつかる接触事故を起こした。出動した警察からアルコールの測定を要求されたが、これに応じず、警察官の頭を自分の体でぶつかる事件を起こした。これに飲酒測定不応および警察官暴行などの疑いでNO:ELは現行犯として逮捕された。
この後、NO:ELは2021年9月30日に警察の調査を受けた後、2021年10月12日に拘束前の被疑者尋問手続を経て拘束された。
起訴された後、2022年7月28日にソウル高等法院は懲役1年の刑を言い渡した。その後、上告棄却により定められた刑期を終え、NO:ELは2022年10月9日に満期出所した。